# Per Wind
Per Wind Andersen (ur. 15 sierpnia 1955 w Kopenhadze) – duński piłkarz występujący na pozycji bramkarza, reprezentant Danii, trener i działacz piłkarski.

## Życiorys

### Kariera klubowa
W latach 1973–1993 zawodnik Boldklubben Frem, wystąpił w 515 meczach.

### Kariera reprezentacyjna
Reprezentował Danię w kategoriach wiekowych: U-17, U-19 i U-21. 
W seniorskiej reprezentacji Danii zadebiutował 30 stycznia 1977 na stadionie Box Bar Stadium (Bandżul, Gambia) w wygranym 4:1 meczu towarzyskim przeciwko Gambii.

### Kariera trenerska
Piastował stanowisko trenera w klubach: Taarnby FF, Boldklubben 1908 U-19 i Boldklubben Frem U-19. W drużynach Boldklubben Frem i FC København pełnił stanowisko trenera bramkarzy pierwszego zespołu.

### Inna działalność sportowa
Po zakończeniu kariery piłkarskiej w 1993 został menedżerem Boldklubben Frem. Od 2013 pełni funkcję kierownika drużyny FC København.

## Sukcesy

### Klubowe
Boldklubben Frem
- Zdobywca Pucharu Danii: 1978[4]